# Taloženje
Taloženje ili sedimentacija je postupak stvaranja taloga. Talog nastaje kada umnožak koncentracija kationa i aniona bude veći od konstante umnoška topljivosti. Za vrijeme taloženja, uvjeti u otopini moraju biti tako podešeni da talog bude što pogodnijeg oblika i što manje onečišćen. Kod taloženja moramo nastojati dobiti krupnozrnasti talog koji se lako filtrira i ispire. To se postiže taloženjem iz toplih razrijeđenih otopina polaganim dodatak reagensa uz stalno miješanje.

## Osnove taloženja
Kristalinični talozi ostavljaju se neko vrijeme u otopini iz koje su istaloženi (matična otopina) i trebaju stajati na toplom mjestu (starenje taloga). Tokom procesa starenja taloga dolazi do otapanja manjih i rasta većih čestica na račun otopljenih. Želatinozne taloge koji naginju adsorpciji (površinsko onečišćenje) ili okluziji (unutrašnje onečišćenje) treba filtrirati tople odmah nakon taloženja ili ih nakon filtriranja otopiti i ponovo istaložiti (dvostruko taloženje).
Koloidni talozi su čestice tvari u otopini koje imaju veličinu između od 1 do 200 nm. Koloidni talozi se ne mogu odijeliti filtriranjem jer su im čestice premalene i prolaze kroz pore filtar-papira. Koloidne čestice se povećanjem temperature ili povećanjem koncentracije elektrolita udružuju u veće agregate (koagulacija i flokulacija). Ako se elektrolit ispere s koaguliranog taloga ovaj će ponovo prijeći u stanje koloidne otopine (peptizirati). Zbog toga takav talog treba ispirati s otopinom nekog isparljivog elektrolita (amonijevog nitrata).
Taloženje se obavlja paralelno u dvije čaše, a nakon završenog taloženja obujam tekućine ne bi trebao prelaziti polovicu obujma čaše. Miješanje se obavlja staklenim štapićem koji, kad se jednom stavi, više ne vadi se iz otopine. Čaša s talogom se prokrije satnim stakalcem. Taloženje se obavlja na dva načina: izravnim taloženjem ili taloženjem u homogenoj otopini.
Izravno taloženje provodi se tako da se otopina taložnog reagensa dodaje izravno u otopinu uzorka kap po kap uz snažno miješanje kako bi se smanjilo lokalno prezasićenje otopine. Reagens se dodaje sve dok se stvara talog, što se provjerava na način da se u bistru otopinu iznad taloga doda 1 - 2 kapi reagensa. Ako se otopina zamućuje znači da taloženje nije potpuno pa treba dodati još reagensa. Nakon završetka taloženja doda se mala količina reagensa u suvišku.
Taloženje u homogenoj otopini provodi se tako da se u otopinu uzorka doda tvar iz koje kemijskom reakcijom (hidrolizom) naknadno nastaje taložni reagens. Reagens je stoga jednoliko raspoređen u cijeloj otopini pa ne nastaju lokalna prezasićenja, i kao posljedica toga je da su kristali veći a talog čistiji nego u slučaju izravnog taloženja. Najpoznatiji reagens za taloženje u homogenoj otopini je urea koja hidrolizira prema reakciji:
NH2CONH2 + H2O ˂=˃ CO2 + 2 NH3
Na temperaturi od 90 - 100 °C kemijska reakcija je dovoljno brza a može se postići pH otopine oko 9,3.

## Primjena i metode

### Taloženje kod pročišćavanja pitke vode
Taloženje ili sedimentacija kod pročišćavanja pitke vode uglavnom slijedi nakon koagulacije i flokulacije, koja omogućuje da koloidne tvari (obično od 1 do 200 nm) pređu u veće flokulante, čime se olakšava i ubrzava taloženje.

### Taloženje kod pročišćavanja otpadnih voda
Taloženje kod pročišćavanja otpadnih voda se uglavnom obavlja u samom početku kako bi se smanjila količina onečišćenja i koloidnih tvari.

### Pjeskolovi
Pjeskolovi se izvode kao taložnici, dakle kao spremnici u kojima se smanjuje brzina vode i tako omogućava taloženje zrnatih čestica. Radi sprječavanja istovremenog taloženja i čestica organskih tvari, nastoji se postići minimalna (vodoravna) brzina protjecanja vode kroz pjeskolov oko 0,3 m/s. Pri ovoj će se brzini praktički istaložiti sve čestice pijeska promjera većeg od 0,25 mm. Vrijeme zadržavanja (protjecanja) vode kroz pjeskolov uzima se 45 do 90 sekundi (najčešće 60 sekundi). Preporučljivi odnosi dubine i duljine, te duljine i širine pjeskolova istovjetni su odgovarajućim odnosima kao i kod taložnika. Pjeskolovi imaju pravokutni i okrugli tlocrt.  Pretežno su višekomorni, kako bi se omogućilo vađenje pijeska i izravnavanje oscilacija u dotoku. Kod manjih uređaja pjeskolovi se čiste ručno, a kod većih mehanički.

### Taložnice
Taloženje se kod pročišćavanja otpadnih voda primjenjuje za uklanjanje taloživih raspršenih (organskih i anorganskih) tvari. Općenito, kod pročišćavanja otpadnih voda razlikujemo dva stupnja taloženja:
- taloženje u prethodnim taložnicima, iz kojih se voda nakon prvog odvodi na drugi stupanj pročiščavanja, tj. na biološke procese,

▪ taloženje u naknadnim taložnicima, u koje se dovodi voda pročišćena biološkim procesima u sklopu drugog stupnja pročišćavanja.

#### Taloženje u prethodnim taložnicima
Taloženje u prethodnim taložnicima se primjenjuje za uklanjanje suspenzija koje se u otpadnim vodama nalaze u obliku zrna i pahuljica. Budući da se u otpadnim vodama nalaze izmiješane suspenzije u obliku zrna i pahuljica, učinak pročišćavanja u prethodnim taložnicima ovisi i o vremenu zadržavanja vode. Za industrijske i otpadne vode s pretežnim udjelom industrijskih otpadnih voda podaci za dimenzioniranje taližnika utvrđuju se na osnovi ispitivanja.

#### Taloženje u naknadnim taložnicima
Taloženje u naknadnim taložnicima primjenjuje se za bistrenje vode pročišćene biološkim procesima u kojoj se još nalazi pahuljičastog mulja. To je često i posljednja faza drugog stupnja pročišćavanja otpadnih voda, odnosno komunalnih otpadnih voda općenito. Budući da se radi o uklanjanju pahuljičastih suspenzija, učinak taloženja u naknadnim taložnicima znatno ovisi o vremenu zadržavanja vode. Također, bitan utjecaj na učinak taloženja u ovoj vrsti taložnika ima udio industrijskih otpadnih voda. Naknadni taložnici najčešće imaju kružni tlocrt. Za izbor dimenzija naknadnih taložnika za bistrenje industrijskih voda potrebna su prethodna ispitivanja.